# Marián Takáč
Marián Takáč (* 20. února 1960) je bývalý československý fotbalista, záložník.

## Fotbalová kariéra
V lize hrál za Slovan Bratislava, Duklu Banská Bystrica, Slávii Praha, DAC Dunajská Streda a finský klub FC Reipas Lahti. V evropských pohárech nastoupil za Dunajskou Stredu ve 4 utkáních a dal 2 góly.